# Оморъягун (приток Нятлонгаягуна)
Оморъягун (устар. Омор-Ягун) — река в России, протекает по территории Сургутского района Ханты-Мансийского автономного округа. Устье реки находится в 93 км по правому берегу Нятлонгаягуна. Длина реки — 64 км, площадь водосборного бассейна — 587 км². В 36 км по правому берегу впадает река Ванъягун.
Высота устья — 85,7 м над уровнем моря.

## Данные водного реестра
По данным государственного водного реестра России относится к Верхнеобскому бассейновому округу, водохозяйственный участок реки — Обь от впадения реки Вах до города Нефтеюганск, речной подбассейн реки — Обь ниже Ваха до впадения Иртыша. Речной бассейн реки — (Верхняя) Обь до впадения Иртыша.
Код объекта в государственном водном реестре — 13011100112115200042440.